# 칙명

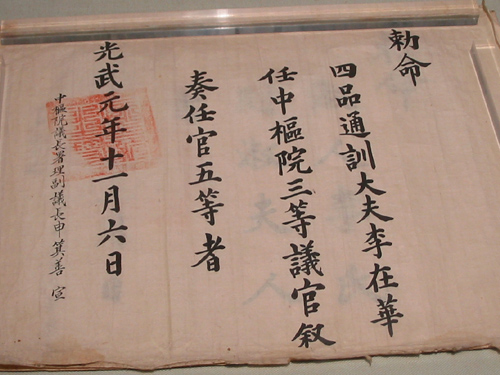
대한제국 칙명
1897년 4품 이재화(李在華)

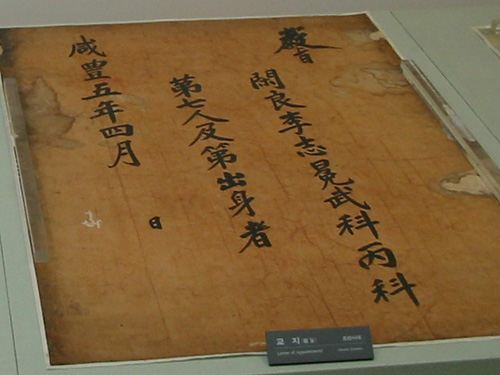
무과 급제자에게 발급한
홍패(紅牌) 교지
1855년, 급제자 이지면(李志冕)

칙명(勅命)은 동양의 봉건 군주국가 중에서 황제국 단계의 군주(황제)가 발급하는 명령서이다. 중국에서는 흔히 성지(聖旨)로도 불린다. 고급 관료를 인사 임명할 때 주로 사용되었다. 그밖에도 과거 급제자, 토지 노비 전답을 하사할 때에도 사용된다.
한국에서는 조선 초기에는 왕지(王旨)라고도 하였던 것을 세종 연간인 1425년(세종 7년) 7월에 교지(敎旨)로 개칭하였으며, 1894년 갑오개혁 이후에는 황제에서 사용하던 용어인 칙명으로 호칭을 격상시켰다. 칙령(勅令), 칙지(勅旨), 칙서 등도 이와 비슷한 의미이다.

## 조선시대 구분
- 왕지(王旨) : 조선 초기의 명칭
- 교지(敎旨) : 1425년(세종 7년) 7월 이후 명칭 (4품 이상 관직 임명장에 주로 사용됨)
- 칙명(勅命) : 1894년(고종 31년) 11월 이후 명칭 (갑오개혁 영향)

## 같이 보기
- 인사
- 교지
- 낭트 칙령
- 마그나카르타
- 한국사